# Église Saint-Gilles de Roye
L'église Saint-Gilles de Roye est située sur le territoire de la commune de Roye dans le département de la Somme.

## Historique
La première mention d'une église Saint-Gilles à Roye remonte au XIIe siècle. Un incendie ayant ravagé la ville en 1475, l'église dut être reconstruite à partir de 1490. Le pape Innocent VIII accorda des indulgences pour en assurer le financement. À la Révolution française, l'église fut déclarée bien national, mais la population s'opposa énergiquement à sa vente et l'église fut sauvée. Lors de la Première Guerre mondiale, l'église subit d'importants dommages et sa reconstruction partielle fut dirigée à partir de 1926 par les architectes Charles Duval et Emmanuel Gonse, qui gardèrent à l'édifice son aspect extérieur du XVe siècle.

## Caractéristiques
L'édifice a été construit en brique, la pierre se retrouve cependant dans l'encadrement des ouvertures et les meneaux des fenêtres. La massive tour-clocher et la façade ont été conservées, la nef et le chœur ont été reconstruits selon le plan basilical d'origine. L'abside est à chevet plat contrairement à l'abside originelle.
L'intérieur est couvert d'un plafond de bois sauf l'abside qui est voûtée de brique. Le décor de style art déco : vitraux, chemin de croix et mosaïques sont l'œuvre de Jean Gaudin. La clôture de chœur en fer forgé datant du XVIIIe siècle a été épargnée par les combats ; elle est classée monument historique au titre d'objet : arrêté du 5 décembre 1908.